# كأس ألمانيا 1941
كأس ألمانيا 1941 (بالألمانية: Tschammerpokal 1941)‏ هو الموسم 7 من كأس ألمانيا. أشرف على تنظيمه اتحاد ألمانيا لكرة القدم، وكان عدد الأندية المشاركة فيه 64، وفاز فيه نادي درسدن ‏.